# Adalbert II de Toscana
Adalbert II (vers 875-915), anomenat "el Ric", fou comte de Lucca i marquès de Toscana, fill i co-successor d'Adalbert I de Toscana, i net de Bonifaci de Còrsega.
Se suposa que el seu pare va morir l'any 886; diverses històries diuen que el 888 Adalbert (que seria el II) va jurar fidelitat al rei Berenguer I d'Itàlia (Berenguer de Friül) si bé el 889 va revoltar la Toscana per donar suport al pretendent Guiu de Spoleto, nebot de la seva mare Rotilda, en ajut del qual va enviar a un cap militar anomenat Ubald amb 300 soldats; Guiu va passar a l'ofensiva a l'inici del 889 i va derrotar Berenguer en la batalla de Trebia i es va coronar rei d'Itàlia. Encara que havia estat remogut del tron, Berenguer va conservar la seva autoritat a la Marca de Friül. Un diploma del rei Guiu del 26 de maig del 890 fet a Pavia, en favor del bisbe de Fiesole, es va fer segons es diu a petició del "nostre dilecte nebot Adalbert"; no hi ha dubte que es tractaria d'Adalbert II, ja que Adalbert I no era nebot de Guiu. Com que un diploma encara en vida del seu pare esmenta al seu germà Bonifaci II en l'acta de fundació de l'abadia de l'Aulla amb el títol de comte, i aquest va viure uns deu anys més, es suposa que els dos germans van governar junts uns anys.
Malgrat que el papa Esteve V hagués donat suport les aspiracions al tron d'Itàlia de Guiu, un cop mort Carles el Gras, li va retirar progressivament el seu suport i finalment es va posar de part d'Arnulf de Caríntia. Arnulf, per la seva part, era partidari de Berenguer i es diu que va forjar una aliança amb Lluís II de Provença, Carles III de França i el mateix Berenguer en contra de Guiu, d'Adalbert II de Toscana i de Rodolf de l'Alta Borgonya. El 893, Arnulf va enviar el seu fill il·legítim Zwentibold a Itàlia. Aquest es va reunir amb Berenguer i junts van llançar una ofensiva que va arraconar Guiu a Pavia. Sembla que Guiu els va subornar i aquests van desaprofitar l'ocasió de derrotar-lo definitivament; Ubald tornava a estar al costat de Guiu. El setembre del 894, Berenguer va renunciar al tron en favor d'Arnulf de Caríntia i el va cridar a anar personalment a Itàlia; Arnulf va dirigir personalment un nou atac contra Guiu i junt amb Berenguer, el van derrotar-lo a Bèrgam i van prendre el control de Pavia i Milà. Berenguer va marxar a la Toscana amb l'exèrcit d'Arnulf i Adalbert II i el seu germà Bonifaci II van córrer a sotmetre's al vencedor. Arnulf va passar el Nadal a Lucca. Però després que Arnulf fou coronat pel papa Formós I, va deixar Itàlia a càrrec del seu fill Ratold, el qual aviat va tornar a Alemanya a través del llac de Como; llavors de sobte Berenguer va abandonar les seves terres (895) i va tornar a Llombardia. Es va estendre el rumor que s'havia girat contra el rei i que havia tornat de la Toscana portant amb ell a Adalbert II de Toscana. No se sap si el rumor era cert o no, però Berenguer va ser deposat del Friül i substituït per Walfred, el més alt conseller de Berenguer, però Walfred va morir aviat i el tron va quedar vacant. Absents Arnulf i Ratold, Itàlia va quedar sota el control de Berenguer, que va fer un pacte amb Lambert II de Spoleto, fill i successor de Guiu III de Spoleto. Berenguer i Lambert es van reunir a Pavia i van acordar repartir-se el regne. Berenguer rebria la part oriental delimitada pels rius Adda i Po. Segons el cronista Liutprand de Cremona, des d'aleshores els italians sempre van patir sota dos monarques. Per assegurar el compliment de l'acord, Lambert es va comprometre a casar-se amb Gisela, filla de Berenguer.
La pau no va durar massa temps. Berenguer va aconseguir el suport d'Adalbert II i l'amic d'aquest el comte Hildebrand dels Aldobrandeschi, i es va reunir un exèrcit que va avançar per la Toscana, via Pontremoli i Monte Bardone, en direcció cap a Pavia, però Lambert, que va sortir de Marengo, els va derrotar a Borgo San Donnino (1 de setembre del 898) i el va fer presoner (Hildebrand va poder fugir). Uns dies després, el 15 d'octubre de 898, el jove Lambert moria de sobte. Berenguer va quedar lliure i va ser reconegut rei, i va avançar cap a Toscana acompanyat d'Adalbert II (també alliberat), on Berenguer fou reconegut també com a rei; en poc temps prengué el control de tot el regne convertint-se de nou en rei únic. El 24 d'octubre del 899 amb Adalbert II com a marquès, apareix el primer document a Lucca datat amb el nom de Berenguer com a rei.
L'any 899, els hongaresos van atacar per primera vegada Itàlia. Berenguer va reunir un gran exercit per expulsar-los en el que Adalbert II va participar. Va rebutjar un armistici dels hongaresos amb la intenció d'expulsar-los completament. El 24 de setembre de 899, el seu exèrcit va ser agafat per sorpresa i derrotat prop del riu Brenta. Aquest fracàs va perjudicar el prestigi de Berenguer com a dirigent davant la noblesa italiana, fet que va provocar que donessin suport a un altre candidat al tron, Lluís III de Provença. El 900, Lluís es va dirigir cap a Itàlia i va derrotar Berenguer, entrant a Pavia a l'octubre i sent coronat emperador pel papa Benet IV l'any següent. A petició d'Adalbert II, que va jurar lleialtat al nou rei, concedia un privilegi al bisbe d'Arezzo (datat el 12 d'octubre del 900 i confirmat el 2 de març del 901 pel papa Benet IV). El 902, Berenguer va tornar el cop i va derrotar Lluís, obligant-lo a jurar que no tornaria mai més a Itàlia. Documents de Lucca demostren que als primers mesos del 903 la Toscana ja reconeixia altre cop a Berenguer. Quan Lluís va trencar el jurament l'any 905 envaint la península de nou, Berenguer el va derrotar a Verona i el va capturar i va ordenar que el ceguessin el 21 de juliol; Lluís va tornar a Provença i va seguir governant durant vint anys com Lluís el Cec. D'aquest manera el regnat de Berenguer es va consolidar i va governar sense oposició.
Adalbert va acollir a Berenguer en una residència pròpia dels afores de Lucca el 10 de novembre del 915, quan anava a Roma per ser coronat emperador pel Papa Joan X.

## Núpcies i descendents
Entre 895 i 898, es va casar amb Berta (vers 863-8 de març de 925), la filla de Lotari II de Lotaríngia i vídua del comte Teobald d'Arle. Adalbert i Berta va tenir almenys tres fills:
- Guiu, successor com a comte de Lucca i marquès de Toscana
- Lambert, successor del seu germà com a comte de Lucca i marquès de Toscana
- Ermengarda (morta el 29 de febrer de 932), es va casar amb Adalbert I d'Ivrea el 915

## Mort
Adalbert II va morir en una data incerta; es conjectura que fou el 917 però altres informacions (una làpida amb un elogi del marquès) parlen de la seva mort a Lucca el 10 o el 15 de setembre del 915, sent enterrat a la catedral de Lucca. La seva vídua Berta es va fer càrrec de la regència del seu jove fill Guiu.